# Balu Mahendra
Balu Mahendra, nato Balanathan Benjamin Mahendran (Batticaloa, 19 maggio 1939 – Chennai, 13 febbraio 2014), è stato un direttore della fotografia, regista e sceneggiatore indiano.

## Filmografia parziale

### Direttore della fotografia
- Panimudakku (1972; Malayalam)
- Maaya (1972; Malayalam)
- Sasthram Jayichu Manushyan Thottu (1973; Malayalam)
- Kaliyugam (1973; Malayalam)
- Chukku (1973; Malayalam)
- Nellu (1974; Malayalam)
- Chattakari (1974; Malayalam)
- Jeevikkan Marannu Poya Sthree (1974; Malayalam)
- Makkal (1974; Malayalam)
- Raagam (1975; Malayalam)
- Prayanam (1975; Malayalam)
- Tourist Bunglow (1975; Malayalam)
- Chuvanna Sandhyakal (1975; Malayalam)
- Cheenavala (1975; Malayalam)
- Missi (1976; Malayalam)
- Ponni (1976; Malayalam)
- Chennaaya Valarthiya Kutty (1976; Malayalam)
- Lambadolla Ramadasu (1978; Telugu)
- Manavoori Pandavulu (1978; Telugu)
- Sommokadidhi Sokokadidhi (1979; Telugu)
- Ulkatal (1979; Malayalam)
- Sankarabharanam (1980; Telugu)
- Pallavi Anu Pallavi (1983; Kannada)
- Urangatha Ninaivugal (1983)

### Regista
- Kokila (1977; Kannada)
- Azhiyadha Kolangal (1979)
- Moodu Pani (1980)
- Moondram Pirai (1982)
- Olangal (1982; Malayalam)
- Nireekshana (1982; Telugu)
- Oomakkuyil (1983; Malayalam)
- Sadma (1983; Hindi)
- Neengal Kettavai (1984)
- Un Kannil Neer Vazhindal (1985)
- Yathra (1985; Malayalam)
- Rettai Vaal Kuruvi (1987)
- Veedu (1988)
- Sandhya Raagam (1989)
- Vanna Vanna Pookkal (1992)
- En Iniya Pon Nilavae (1992, uscito nel 2001)
- Marupadiyum (1993)
- Sathi Leelavathi (1995)
- Aur Ek Prem Kahani (1996)
- Raman Abdullah (1997)
- En Iniya Ponnilave (2001)
- Julie Ganapathy (2003)
- Adhu Oru Kana Kaalam (2005)
- Thalaimuraigal (2013) - anche attore

### Sceneggiatore
- Moondram Pirai (1982)
- Olangal (1982)
- Oomai Kuyil (1983)
- Yaathra (1985)
- Veedu (1988)
- Sathi Leelavathi (1995)
- En Iniya Ponnilave (2001)

## Premi
- National Film Awards
  - 1978: "Silver Lotus Award - Best Cinematography"
  - 1983: "Silver Lotus Award - Best Cinematography"
  - 1988: "Silver Lotus Award - Best Feature Film in Tamil", "Regional Award	- Best Feature Film in Tamil"
  - 1990: "Silver Lotus Award - Best Film on Family Welfare"
  - 1992: "Regional Award - Best Feature Film in Tamil"
  - 2014: "Silver Lotus Award - Best Feature Film on National Integration"
- Filmfare Awards South
  - 1983: "Tamil Film Industry - Best Director"
  - 1986: "Malayalam Film Industry - Best Director"
  - 2014: "Lifetime Achievement Award"
- Karnataka State Film Awards
  - 1978: "Best Screenplay"